# Polysyncraton luteum
Polysyncraton luteum är en sjöpungsart som beskrevs av Kott 2004. Polysyncraton luteum ingår i släktet Polysyncraton och familjen Didemnidae. Inga underarter finns listade i Catalogue of Life.